# Pier Luigi Pizzaballa
Pier Luigi Pizzaballa (Bergamo, 14 settembre 1939) è un ex calciatore italiano, di ruolo portiere.

## Biografia
È parente del cardinale Pierbattista Pizzaballa (Pier Luigi ed il padre del cardinale erano cugini).

## Carriera

Pizzaballa (accosciato, primo da destra) nella Roma del 1967-1968

Iniziò la carriera nel Verdello. Esordì in Serie A con l'Atalanta come riserva di Zaccaria Cometti. Successivamente giocò nella Roma, nel Verona e nel Milan per infine chiudere ancora tra le file degli atalantini, con 275 presenze in serie A.
Pizzaballa conta una presenza in Nazionale, subentrato ad Albertosi nel secondo tempo di Italia-Austria, 18 giugno 1966. Fu convocato da Edmondo Fabbri come terzo portiere ai Mondiali del 1966 in Inghilterra, senza mai scendere in campo.
Con il Milan raggiunse il più importante risultato della carriera. Dopo aver giocato le due semifinali contro il Borussia Moenchengladbach, l'8 maggio 1974 a Rotterdam fu titolare nella finale della Coppa delle Coppe 1973-1974, che i rossoneri perserro 2-0 contro i tedeschi orientali del Magdeburgo.
Ha vinto due Coppe Italia, la prima con l'Atalanta nella stagione 1962-1963, la seconda con la Roma nella stagione 1968-1969, nonché il Premio Combi quale miglior portiere della Serie A 1964-1965.

## Nella cultura di massa
Divenne popolare nei primi anni in cui la Panini pubblicò le figurine da raccogliere nei suoi album calciatori: quando era portiere dell'Atalanta, la prima squadra in ordine alfabetico della Serie A; la figurina del portiere risultò essere più volte la numero uno dell'album.
Inoltre, a causa di un infortunio che gli impedì di prendere parte agli scatti per l'album, la sua figurina della stagione 1963-64 non fu stampata e risultò introvabile; solo dopo un paio di mesi fu pubblicata dalla Panini.
Partecipò alla puntata del 9 settembre 2010 del programma Soliti ignoti - Identità nascoste come identità da indovinare, con la dicitura "Era la figurina più ricercata".

## Statistiche

### Presenze e reti nei club
| Stagione        | Squadra         | Campionato      | Campionato | Campionato | Coppe nazionali | Coppe nazionali | Coppe nazionali | Coppe continentali | Coppe continentali | Coppe continentali | Altre coppe | Altre coppe | Altre coppe | Totale | Totale |
| Stagione        | Squadra         | Comp            | Pres       | Reti       | Comp            | Pres            | Reti            | Comp               | Pres               | Reti               | Comp        | Pres        | Reti        | Pres   | Reti   |
| --------------- | --------------- | --------------- | ---------- | ---------- | --------------- | --------------- | --------------- | ------------------ | ------------------ | ------------------ | ----------- | ----------- | ----------- | ------ | ------ |
| 1958-1959       | Atalanta        | B               | 1          | 0          | CI              | 1               | -2              | -                  | -                  | -                  | -           | -           | -           | 2      | -2     |
| 1959-1960       | Atalanta        | A               | 0          | 0          | CI              | ?               | ?               | -                  | -                  | -                  | -           | -           | -           | 0+     | 0+     |
| 1960-1961       | Atalanta        | A               | 0          | 0          | CI              | ?               | ?               | -                  | -                  | -                  | -           | -           | -           | 0+     | 0+     |
| 1961-1962       | Atalanta        | A               | 0          | 0          | CI              | ?               | ?               | -                  | -                  | -                  | -           | -           | -           | 0+     | 0+     |
| 1962-1963       | Atalanta        | A               | 15         | -13        | CI              | 2               | -1              | -                  | -                  | -                  | -           | -           | -           | 17     | -14    |
| 1963-1964       | Atalanta        | A               | 13         | -19        | CI              | 1               | -1              | CdC                | 2                  | -3                 | -           | -           | -           | 16     | -23    |
| 1964-1965       | Atalanta        | A               | 34         | -28        | CI              | -               | -               | -                  | -                  | -                  | -           | -           | -           | 34     | -28    |
| 1965-1966       | Atalanta        | A               | 24         | -31        | CI              | 3               | -2              | -                  | -                  | -                  | -           | -           | -           | 27     | -33    |
| 1966-1967       | Roma            | A               | 31         | -34        | CI              | 1               | -2              | -                  | -                  | -                  | -           | -           | -           | 32     | -36    |
| 1967-1968       | Roma            | A               | 21         | -23        | CI              | -               | -               | CM                 | 1                  | -1                 | CdA         | 2           | -5          | 24     | -29    |
| 1968-1969       | Roma            | A               | 18         | -25        | CI              | 4               | -1              | -                  | -                  | -                  | -           | -           | -           | 22     | -26    |
| Totale Roma     | Totale Roma     | Totale Roma     | 70         | -82        |                 | 5               | -3              |                    | 1                  | -1                 |             | -           | -           | 78     | -91    |
| 1969-1970       | Verona          | A               | 29         | -29        | CI              | 3               | -5              | CM                 | 2                  | -7                 | -           | -           | -           | 34     | -41    |
| 1970-1971       | Verona          | A               | 12         | -16        | CI              | 3               | -3              | -                  | -                  | -                  | -           | -           | -           | 15     | -19    |
| 1971-1972       | Verona          | A               | 8          | -6         | CI              | 4               | -3              | -                  | -                  | -                  | -           | -           | -           | 12     | -9     |
| 1972-1973       | Verona          | A               | 30         | -34        | CI              | 4               | -1              | -                  | -                  | -                  | -           | -           | -           | 34     | -35    |
| Totale Verona   | Totale Verona   | Totale Verona   | 79         | -85        |                 | 14              | -12             |                    | 2                  | -7                 |             | -           | -           | 95     | -104   |
| 1973-1974       | Milan           | A               | 10         | -13        | CI              | 3               | -2              | CdC                | 3                  | -3                 | SU          | 0           | 0           | 16     | -18    |
| 1974-1975       | Milan           | A               | 0          | 0          | CI              | 0               | 0               | -                  | -                  | -                  | -           | -           | -           | 0      | 0      |
| 1975-1976       | Milan           | A               | 0          | 0          | CI              | 0               | 0               | CU                 | 0                  | 0                  | -           | -           | -           | 0      | 0      |
| Totale Milan    | Totale Milan    | Totale Milan    | 10         | -13        |                 | 3               | -2              |                    | 3                  | -3                 |             | 0           | 0           | 16     | -18    |
| 1976-1977       | Atalanta        | B               | 24+2       | -11 + -1   | CI              | 0               | 0               | -                  | -                  | -                  | -           | -           | -           | 26     | -12    |
| 1977-1978       | Atalanta        | A               | 22         | -20        | CI              | 0               | 0               | -                  | -                  | -                  | -           | -           | -           | 22     | -20    |
| 1978-1979       | Atalanta        | A               | 8          | -11        | CI              | 4               | -9              | -                  | -                  | -                  | -           | -           | -           | 12     | -20    |
| 1979-1980       | Atalanta        | A               | 0          | 0          | CI              | 0               | 0               | -                  | -                  | -                  | -           | -           | -           | 0      | 0      |
| Totale Atalanta | Totale Atalanta | Totale Atalanta | 141+2      | -133 + -1  |                 | 11+             | -15+            |                    | 2                  | -3                 |             | -           | -           | 156+   | -152+  |
| Totale carriera | Totale carriera | Totale carriera | 302        | -314       |                 | 33+             | -32+            |                    | 8                  | -14                |             | 2           | -5          | 345+   | -365+  |

### Cronologia presenze e reti in nazionale
| Cronologia completa delle presenze e delle reti in nazionale ― Italia | Cronologia completa delle presenze e delle reti in nazionale ― Italia | Cronologia completa delle presenze e delle reti in nazionale ― Italia | Cronologia completa delle presenze e delle reti in nazionale ― Italia | Cronologia completa delle presenze e delle reti in nazionale ― Italia | Cronologia completa delle presenze e delle reti in nazionale ― Italia | Cronologia completa delle presenze e delle reti in nazionale ― Italia | Cronologia completa delle presenze e delle reti in nazionale ― Italia |
| Data                                                                  | Città                                                                 | In casa                                                               | Risultato                                                             | Ospiti                                                                | Competizione                                                          | Reti                                                                  | Note                                                                  |
| --------------------------------------------------------------------- | --------------------------------------------------------------------- | --------------------------------------------------------------------- | --------------------------------------------------------------------- | --------------------------------------------------------------------- | --------------------------------------------------------------------- | --------------------------------------------------------------------- | --------------------------------------------------------------------- |
| 18-6-1966                                                             | Milano                                                                | Italia                                                                | 1 – 0                                                                 | Austria                                                               | Amichevole                                                            | -                                                                     | 46’                                                                   |
| Totale                                                                |                                                                       | Presenze                                                              | 1                                                                     |                                                                       | Reti                                                                  | 0                                                                     |                                                                       |

## Palmarès

### Club

#### Competizioni nazionali
- Campionato italiano di Serie B: 1

Atalanta: 1958-1959
- Coppa Italia: 2

Atalanta: 1962-1963
Roma: 1968-1969